# Osu!
Osu!, cách điệu hóa là osu!, là trò chơi nhịp điệu free-to-play được lập trình bởi Dean "peppy" Herbert (hay còn gọi là ppy). Ban đầu được phát hành cho Microsoft Windows vào ngày 16 tháng 9 năm 2007, trò chơi cũng đã được phát hành cho macOS và Linux. Trò chơi được dựa trên những trò chơi khác như osu! Tatakae! Ouendan, Elite Beat Agents, Taiko no Tatsujin, Beatmania IIDX, O2Jam, StepMania, và DJMax. Các bài hát của trò chơi có thể được tạo ra bởi người dùng thông qua bộ tạo màn chơi tích hợp, và có thể được chia sẻ online.

## Kiểu chơi
Hiện nay, osu! có 4 kiểu chơi: osu!standard, osu!taiko, osu!mania và osu!catch.

### osu!standard
osu!standard là kiểu chơi chính của osu!. Cách chơi rất đơn giản, người chơi chỉ nhấn chuột vào những hitcircles (tạm dịch là vòng tròn), trượt slider và spinner đúng theo nhịp của nhạc và thứ tự để được điểm. Ngoài ra người chơi cũng có thể nhấn bằng phím Z và phím X nếu dùng bảng vẽ điện tử.

### osu!taiko
osu!taiko là kiểu chơi thứ 2 của osu!. Cách chơi cũng khá đơn giản. Trong kiểu chơi có nốt trống, drumrolls và nốt xoay, hay còn gọi là denden. Nốt trống có hai loại, nốt trong cùng (đỏ) và nốt ngoài (xanh da trời). Cái trống trong kiểu chơi chia ra 2 phần, phần trái và phần phải. Nốt trong cùng bên trái đánh bằng nút chuột trái và nút X, còn bên phải là nút C (vẫn giữ nốt chuột trái). Nốt ngoài bên trái là nút chuột phải và nút Z, còn bên phải là nút V (vẫn giữ chuột phải). Người chơi phải căn chỉnh thời gian sao cho nốt vào phần xám nhạt ở gần trống để bấm, drumrolls thì sẽ đánh tự do (tốc độ tối đa là 1/4 của nhịp bài) và spinner là bấm cho đến khi nào chỉ số nốt cần đánh trở thành 0 (không bấm cùng màu).

### osu!mania
osu!mania là kiểu chơi thứ 3 của osu!, có nguồn gốc từ DJMax và O2Jam. Trong kiểu trò, có 18 chế độ chơi con khác: 1K, 2K, 3K, 4K, 5K, 6K, 7K, 8K, 9K, 10K, 1K Co-op, 2K Co-op, 3K Co-op, 4K Co-op, 5K Co-op, 6K Co-op, 7K Co-op, 8K Co-op, 9K Co-op, 10K Co-op. Trong đó phỗ biến nhất là 4K và 7K.

### osu!catch
osu!catch hay còn gọi là Catch the Beat hay CtB là kiểu chơi thứ 4 của osu!, là chế độ chơi yêu cầu người chơi điều khiển một nhân vật (người hứng quả) hứng quả rơi theo nhịp.

### Các chế độ khác
Kể từ khi ra mắt phần mã nguồn mở của game, rất nhiều lập trình viên đã tạo ta các chế độ chơi mới. Các chế độ này có thể được cài đặt qua osu!lazer.
Các chế độ nổi bật:
- sentakki, giả lập maimai
- tau, giả lập tau, 1 trò chơi trên itch.io
- ...

## Chuyển thể

### Các chuyển thể chính thức

#### osu!stream
Vào năm 2011, osu!stream, đồng thời được phát triển bới Dean "peppy" Herbert, là một chuyển thể từ osu! cho các thiết bị sử dụng hệ điều hành IOS cho phiên bản IOS 6 và các phiên bản sau này. Sự khác biệt lớn nhất giữa osu!Stream và osu! là các beatmap của osu!Stream không được tạo bởi người dùng. Thay vào đó, các beatmap sẽ được tạo bởi các nhà phát triển của osu!Stream dưới hình thức miễn phí và có phí. Một điểm biệt khác là osu!Stream chỉ có một kiểu chính tương tự như chế độ chơi osu!Standard trong osu!, thay vì 4 kiểu chơi như tự game gốc. Ngoài ra phiên bản này còn bao gồm nhiều tính năng khác.
Vào ngày 26 tháng 2 năm 2020, Herbert đăng blog cập nhật cuối cùng, tuyên bố kết thúc phát triển tựa game này, đồng thơi công bố toàn mộ mã nguồn và chuyển tất cả các beatmap về dạng miễn phí để chơi.

#### osu!lazer
osu!lazer là một bản làm lại miễn phí và mã nguồn mở của tựa game gốc, osu!. Bạn đầu, dự án này dự kiến sẽ cho ra phiên bản ổn định vào năm 2017, nhưng cho đến nay (tháng 5 năm 2023), một số chức năng vẫn đang được phát triển.
osu!lazer được bắt đầu phát triển vào năm 2015 và được viết hoàn toàn bằng .NET Core, hiện nay nó đã có mặt trên các nền tảng như Microsoft Windows, macOS, Linux, Android và iOS.